# Maandblad Groningen
Het Maandblad "Groningen" was van 1918-1949 een Gronings cultureel tijdschrift. De ondertitel kent variaties en luidt in de meest uitgebreide vorm: Geïllustreerd maandblad voor geschiedenis, volkstaal, kunst, industrie en landbouw in stad en lande.

## Geschiedenis en inhoud
In 1918 gaf de vereniging de Grunneger Sproak een nieuw tijdschrift uit: Maandblad "Groningen". Hoofdredacteur werd Geert Teis Pzn., die kans zag om de krachten te bundelen. De al eerder bestaande tijdschriften Mooi Groningen,  stad en provincie in beeld (1916-1917), dat zich richtte op het verspreiden van markante afbeeldingen van gebouwen en natuurschoon, en het tijdschrift Groningen, tijdschrift voor de volkstaal, geschiedenis, volksleven enz. van de provincie Groningen (1916-1917) van Jacob Tilbusscher, werden opgenomen in het nieuwe maandblad. Zowel Ter Laan, voorzitter van de vereniging, als Geert Teis ijverden voor het behoud van het Groninger volkskarakter. Ook andere voormannen van de Groninger Beweging wilden  "het positieve zelfbeeld van het Gronings eigene gebruiken voor de modernisering van de samenleving, niet voor de zorgvuldige cultivering van de traditie". De Groninger Ploegkunstenaar Johan Dijkstra leverde vele illustraties en omslagontwerpen voor het maandblad. Het door Geert Teis geschreven Gronings volkslied Van Lauwerszee tot Dollard tou werd voor het eerst in het Maandblad Groningen gepubliceerd.
Het blad had een algemeen culturele doelstelling, waarbij het Gronings werd gezien als een uitdrukking van het eigene van de provincie. Nostalgie en de geschiedenis van Groningen speelden een voorname rol, vaak gepaard gaand met een "chauvinistische verheerlijking van Groningen, de Groningers en het Gronings". Tegelijk zochten de auteurs naar "de identiteit van de streek". Een en ander leidde soms tot uitspraken die op latere generaties overdreven en dubieus overkomen, maar die in het licht van hun tijd begrijpelijk waren. In tegenstelling tot in Noord-Duitsland, waar Blut- und Boden-ideeën in de toenmalige dialectliteratuur vaak opdoken, werden echter in het Maandblad Groningen geen politieke gevolgen aan de gedachten over het streekeigene verbonden.
Geert Teis werd als hoofdredacteur opgevolgd door Dijkstra en Rietema. Het Maandblad verscheen ook tijdens de Tweede Wereldoorlog. Het blad bleef in deze periode neutraal, met uitzondering van een oproep in het tweede nummer van 1943 tot dienstneming bij de Waffen-SS of het Vrijwilligerslegioen Nederland. Als gevolg van de zuivering na de oorlog verscheen het blad pas weer in 1946. Veel te zuiveren was er echter niet.  Na de oorlog was Sien Jensema hoofdredacteur. Het eerste nummer van het Maandblad "Groningen" verscheen in maart 1918 (jrg. 1, nr. 1); het laatste nummer verscheen in 1949 (jrg. 31, nr. 2). Het maandblad is in 1945 niet verschenen. Van 1921-1946 verscheen het met het supplement Dörp en Stad.
De Grunneger Sproak zette de werkzaamheden van het Maandblad "Groningen" voort in het andere reeds bestaande tijdschrift van de vereniging Dörp en stad (vanaf 1940 als zelfstandig blad). Vanaf 1951 werd daar aan toegevoegd Haim en Heerd, dat als bijvoegsel van de Winschoter Courant verscheen. In 1964 werd de naam gewijzigd in Grunneger moandblad veur toal, geschiedenis en volkskunde. In 1971 werd ook dit blad opgeheven. De opvolger MOI kwam niet van de grond. In 1974 hervatte de vereniging Grunneger Sproak het blad, vanaf 1976 onder de naam Verspraaid Verbonden. In 1983 ging dit blad met het blad Oet Boukenkist van de Stichting 't Grunneger Bouk op in het blad Toal en Taiken.